# Scythris lagomorphella
Scythris lagomorphella – gatunek motyli z podrzędu Glossata i rodziny Scythrididae.
Gatunek ten opisany został w 2002 roku przez Jariego Junnilainena. Należy do grupy gatunków S. caramani.
Motyl o oliwkowobrązowych głowie i tułowiu z białawymi łuskami wokół oczu oraz na szyi i haustellum. Przednie skrzydła o rozpiętości 7,5 mm barwy oliwkowobrązowej, tylne zaś ciemnobrunatnoszarej. Narządy rozrodcze samców odznaczają się prawie trójkątny, zaokrąglonym dystalnie ósmym tergum, prawie trapezowatym ósmym sternum i asymaetrycznym, dwuwidlastym gnatosem. Walwy są symetryczne i poszerzone ku zaokrąglonym końcom.
Owad znany wyłącznie z lokalizacji typowej: Cetince na południowy zachód od Akşehiru w Turcji.